# Пазыч, Василий Илларионович
Васи́лий Илларио́нович Па́зыч (англ. Василь Іларіонович Пазич; 1925—1997) — советский украинский певец (бас). Заслуженный артист Украины.

## Биография
В 1955 году Пазыч окончил Харьковскую консерваторию и в следующем году сыграл роль Тараса Бульбы на сцене киевского театра. Затем он исполнил роли Карася в «Запорожцах за Дунаем», выборного Макогоненко в «Наталке-Полтавке», Тура в «Богдане Хмельницком», Кочубея в «Мазепе», Гремина в «Евгении Онегине», Малюту в «Царской невесте», Кончака в «Князе Игоре», Мефистофеля в «Фаусте», а также Неизвестного в «Аскольдовой могиле».
За свою карьеру Пазыч сыграл более 50-ти оперных партий.
Умер на 72-м году жизни 26 июля 1997 года. Похоронен в колумбарии Байкового кладбища вместе с женой.

## Награды
- орден «Знак Почёта» (24.11.1960).
- заслуженный артист Украины[4].